# Mexichromis festiva
Espèce
Mexichromis festiva est une espèce de nudibranches de la famille des Chromodorididae.

## Répartition
L'holotype de Mexichromis festiva a été collecté en Australie dans l'État de Nouvelle-Galles du Sud, dans la baie de Vaucluse.

## Description
Dans sa description de 1864, George French Angas indique que l'holotype mesure 39 mm de longueur pour 6,5 mm de largeur.
Mexichromis festiva est un nudibranche blanc avec des taches roses en relief sur le manteau. Le bord du manteau présente une ligne jaune brisée superposée par une marge blanche opaque. Le bouquet branchial est blanc à la base et pourpre au bout. La moitié externe des rhinophores est pourpre et rose.

## Classification
Le nom valide complet (avec auteur) de ce taxon est Mexichromis festiva (Angas, 1864).
L'espèce a été initialement classée dans le genre Goniodoris sous le protonyme Goniodoris festiva Angas, 1864,.
Mexichromis festiva a pour synonymes :
- Chromodoris festiva (Angas, 1864)
- Goniodoris festiva Angas, 1864
- Hypselodoris festiva (Angas, 1864)

## Publication originale
- George French Angas, « Description d'espèces nouvelles appartenant à plusieurs genres de mollusques nudibranches des environs de Port-Jackson (Nouvelle-Galles du Sud), accompagnée de dessins faits d'après nature », Journal de Conchyliologie, Paris, vol. 12, no 1,‎ 1864, p. 43-70 (ISSN 0021-7719, e-ISSN 2391-0992, lire en ligne, consulté le 6 avril 2024).